# Condado de Kent (Maryland)
El condado de Kent es un condado ubicado en el estado de Maryland en su costa este. La sede del condado es Chestertown. En 2000, su población es de 19.197.

## Historia
En 1642, el gobernador y su consejo nombraron comisionados para la Isla y Condado de Kent. Esta decisión es tomada como la fundación del condado.

## Leyes y gobierno
El Condado de Kent obtuvo su autonomía legislativa en 1970 a partir de leyes del estado.

## Demografía

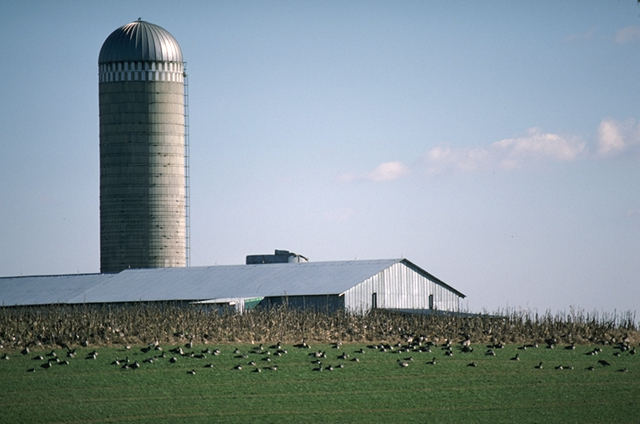
Granja en el Condado de Kent (Maryland).

Según el censo de 2000, el condado cuenta con 19.197 habitantes, 7.666 hogares y 5.136 familias que residentes. La densidad de población es de 27 hab/km² (69 hab/mi²). Hay 9.410 unidades habitacionales con una densidad promedio de 13 u.a./km² (34 u.a./mi²). La composición racial de la población del condado es 79,64% Blanca, 17,41% Negra o Afroamericana, 0,15% Nativa americana, 0,54% Asiática, 0,05% De las islas del Pacífico, 1,04% de Otros orígenes y 1,18% de dos o más razas. El 2,84% de la población es de origen Hispano o Latino cualquiera sea su raza de origen.
De los 7.666 hogares, en el 26,30% viven menores de edad, 51,70% están formados por parejas casadas que viven juntas, 11,10% son llevados por una mujer sin esposo presente y 33,00% no son familias. El 27,80% de todos los hogares están formados por una sola persona y 13,70% incluyen a una persona de más de 65 años. El promedio de habitantes por hogar es de 2,33 y el tamaño promedio de las familias es de 2,81 personas.
El 20,80% de la población del condado tiene menos de 18 años, el 10,90% tiene entre 18 y 24 años, el 23,70% tiene entre 25 y 44 años, el 25,30% tiene entre 45 y 64 años y el 19,30% tiene más de 65 años de edad. La mediana de la edad es de 41 años. Por cada 100 mujeres hay 91,90 hombres y por cada 100 mujeres de más de 18 años hay 88,90 hombres.
La renta media de un hogar del condado es de $39.869, y la renta media de una familia es de $46.708. Los hombres ganan en promedio $31.899 contra $24.513 por las mujeres. La renta per cápita en el condado es de $21.573. 13,00% de la población y 9,30% de las familias tienen entradas por debajo del nivel de pobreza. De la población total bajo el nivel de pobreza, el 17% son menores de 18 y el 8,5% son mayores de 65 años.

## Ciudades y pueblos
Las cinco municipalidades del condado están clasificadas como pueblos según las leyes de Maryland.
1. Betterton (desde 1906)
2. Chestertown (desde 1805)
3. Galena (desde 1858)
4. Millington (desde 1890) (Parte de este pueblo se encuentra en el Condado de Queen Anne.)
5. Rock Hall (desde 1908)

### Lugares no designados por el censo, CDP
1. Fairlee
2. Georgetown
3. Lynch
4. Kennedyville
5. Massey
6. Still Pond
7. Tolchester
8. Worton